# Freddie Tomlins
Frederick William Edwin "Freddie" Tomlins (Lambeth, Inglaterra, 5 de agosto de 1919 – sobre o Canal da Mancha, 20 de junho de 1943) foi um patinador artístico britânico, que competiu no individual masculino. Ele conquistou uma medalha de prata em campeonatos mundiais e uma medalha de prata em campeonatos europeus. Tomlins disputou os Jogos Olímpicos de Inverno de 1936 terminando na décima posição.
Ele serviu na Força Aérea Real na Segunda Guerra Mundial. Ele foi morto em batalha contra um submarino nazista sobre o Canal da Mancha.

## Principais resultados
| Resultados                                            | Resultados    | Resultados    | Resultados    | Resultados       | Resultados    | Resultados    | Resultados    | Resultados    | Resultados    | Resultados    | Resultados    | Resultados    | Resultados    | Resultados    |
| Internacional                                         | Internacional | Internacional | Internacional | Internacional    | Internacional | Internacional | Internacional | Internacional | Internacional | Internacional | Internacional | Internacional | Internacional | Internacional |
| Evento/Temporada                                      | 1935– 1936    | 1936– 1937    | 1937– 1938    | 1938– 1939       |               |               |               |               |               |               |               |               |               |               |
| ----------------------------------------------------- | ------------- | ------------- | ------------- | ---------------- | ------------- | ------------- | ------------- | ------------- | ------------- | ------------- | ------------- | ------------- | ------------- | ------------- |
| Jogos Olímpicos                                       | 10.º          |               |               |                  |               |               |               |               |               |               |               |               |               |               |
| Campeonato Mundial                                    |               | 5.º           | 5.º           | Medalha de prata |               |               |               |               |               |               |               |               |               |               |
| Campeonato Europeu                                    | 8.º           | 4.º           | 6.º           | Medalha de prata |               |               |               |               |               |               |               |               |               |               |
|                                                       |               |               |               |                  |               |               |               |               |               |               |               |               |               |               |
| Legenda: Competição não foi disputada nesta temporada |               |               |               |                  |               |               |               |               |               |               |               |               |               |               |